# Julius Hintz
Julius Hintz (* vor 1805 in Hamburg; † 4. Dezember 1861 in Paris) war ein deutscher Landschafts- und Marinemaler.

## Leben
Hintz war der Sohn eines Hamburger Teemaklers. Er war ein Schüler von Siegfried Detlev Bendixen. Später kam er nach Frankreich, wo er Verwandtschaft hatte, und hielt sich seit 1833 in Paris auf. Um 1840 war er Schüler im Atelier des Marinemalers Eugène Isabey und stellte seit 1847 regelmäßig Werke beim Pariser Salon aus. Um 1850 siedelte Hintze nach England über, wo er als Landschafts- und Marinemaler tätig war.
Laut Sterberegister im Archiv von Paris verstarb Hintz 1861 im 10. Arrondissement, in Nachschlagewerken wird jedoch häufig das Jahr 1862 genannt.

## Werke (Auswahl)

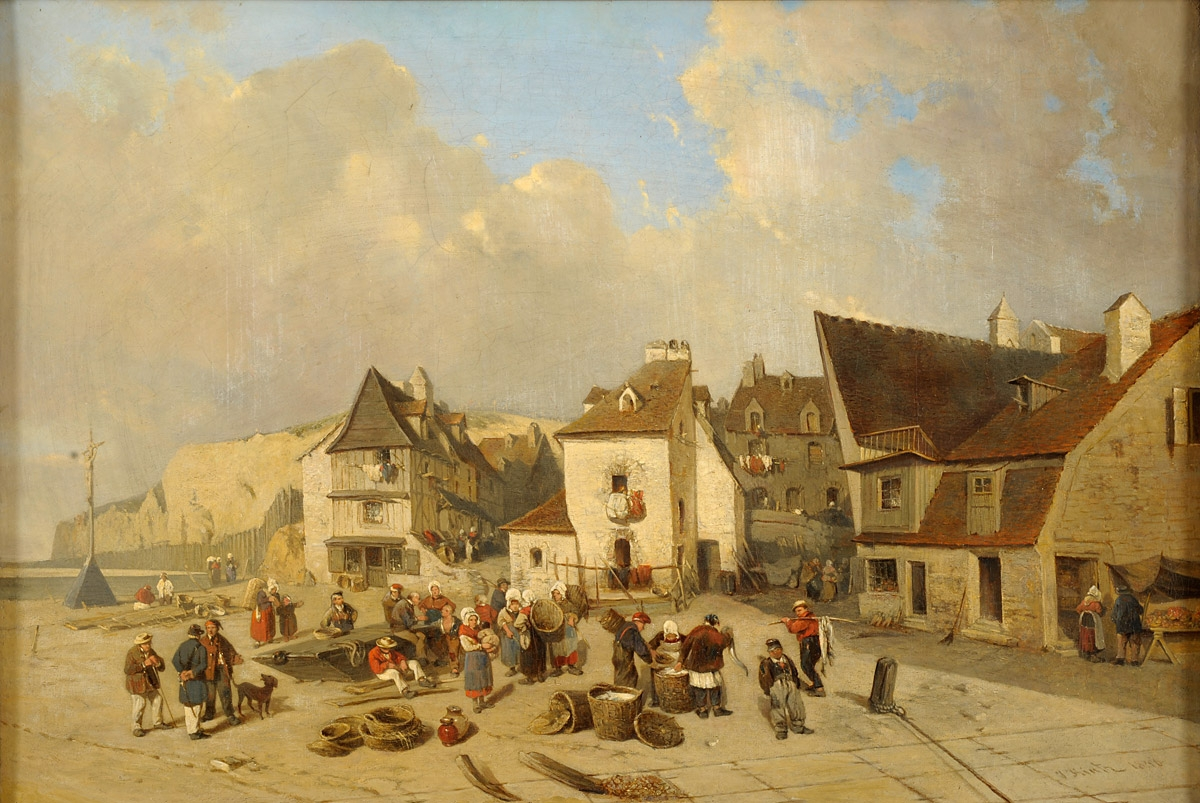
Ansicht von Dieppe, undatiert

- Das Fort St.-Pierre, bei Cette, 1834, Verbleib unbekannt
- Hamburger Hafen, 1842, Öl/Lw, Carcassonne, Musée des beaux-arts
- Ansicht des Hafens von Cette, 1849, Öl/Lw, 74 × 111 cm, Montpellier, Musée Fabre
- Der Hafen von Sète, 1849, Öl/Lw, Sète, Musée Paul Valéry
- Hafenlandschaft (Ein Dorf in der Normandie), 1849, Öl/Lw, Roanne, Musée Joseph Déchelette
- Ansicht des Hafens von Dieppe, 1850, Öl/Lw, 49 × 79 cm, Inv. Nr. 853-1-2, Tours, Musée des beaux-arts
- Der Hafen von Beuzeval in Dives, vor 1861, Verbleib unbekannt
- Hafenlandschaft, vor 1862, Öl/Lw, 27,5 × 41,3 cm, Nantes, Musée des beaux-arts
- Ansicht eines Dorfes in der Bretagne, Öl/Lw, Roanne, Musée Joseph Déchelette
- Landschaft, o. J., Öl/Lw, Carcassonne, Musée des beaux-arts
- Die Docks am Ufer von Greenwich, o. J., Öl/Eiche, 31,5 × 50 cm, Hamburger Kunsthalle, Inv. Nr. 3144